# اسرائیل آبراهامز
اسرائیل آبراهامز (به انگلیسی: Israel Abrahams) (متولد ۲۶ نوامبر ۱۸۵۸؛ درگذشت ۶ اکتبر ۱۹۲۴) یکی از برجسته‌ترین پژوهشگران یهودی بود. او تعدادی از آثار کلاسیک یهودی را به نگارش درآورد که برجسته‌ترین آن، «زندگانی یهودی در دوران قرون وسطا (۱۸۹۶)» است.
او از کالج یهودی فارغ‌التحصیل شده بود، همان جایی که پدرش برنت آبراهام به عنوان مدیر، مشغول به کار بود و در کالج دانشگاه لندن تحصیل کرد. در ۱۸۸۱، او مدرک فوق لیسانسش را از دانشگاه لندن دریافت کرد. آبراهامز موضوع‌های سکولار تدریس می‌کرد، همان گونه که در کالج یهودیت موعظه می‌کرد.